# Средња туристичка школа Нови Београд
Средња туристичка школа је средња школа основана 1971. године у Београду. Налази се у улици Отона Жупанчича 4 на Новом Београду.

## Историјат
Школа је основана 1971. године у оквиру Радничког универзитета „Нови Београд”, доцније Политехничка академија. Од 1967. године при радничком универзитету је већ радила Виша туристичка школа, међутим постојала је потреба за оснивањем средње туристичке школе. По процени Привредне коморе Београда и Србије, у том тренутку постојао је велики проценат неквалификованог кадра у туризму. Дана 12. јануара 1971. године, Раднички универзитет поднео је захтев Републичком секретаријату за образовање, науку и културу и донето је решење да новоосновани одсеци Радничког универзитета испуњавају услове за школовање. Решење је објављено у Службеног гласнику 4. новембра 1971. године. Након тога, Окружни привредни суд у Београду је у регистар установа уписао име Политехничка академија, а у њеном саставу налазиле су се Виша туристичка и Виша машинска школа, Центар за културу и Интернационални школски центар, са седиштем у Немачкој и са одељењима у Француској, Аустрији и Швајцарској.
Политехничка академија се развијала са својим јединицама, расло је интересовање ученика за разне образовне профиле. Након тога, стара зграда Политехничке академије постала је недовољна, па је због тога 17. јуна 2002. године угашена основна школа „Лењин” у улици Отона Жупанчича 4, а школска зграда дата је на коришћење Средњој туристичкој школи. Захваљујући преласку у већу зграду, школа је добила могућност већег развоја, а Управни одбор Политехничке академије је 30. маја 2005. године донео одлуку о статусној промени Политехничке академије, што је за Средњу туристичку школу значило решење правног статуса. Трговински суд је у Београду 28. фебруара 2006. године укинуо Политехничку академију, а 1. марта исте године донео решење о оснивању Средње туристичке школе.
Након пресељења у нову зграду створени су услови за већи број одељења и профила, као и интензиван развој школе. Реформом средњег стручног образовања од школске 2007/2008. уведени су профили туристички техничар, конобар и кувар. Туристичка школа је опремљена модерном опремом и наставним средствима од стране Европске агенција за реконструкцију.

## Школа данас
Данас школу похађа више од 900 ученика, распоређених у 30 одељења. У школи се образују следећи профили: туристички техничар, угоститељски техничар, кулинарски техничар и трогодишњи образовни профили: конобар и кувар. Теоријска настава одвија се у 14 учионица, а практична у кабинетима за услуживање, куварство, агенцијско – хотелијерско пословање и рачунарство и информатику.
У оквиру школе налази се свечана сала са 120 места, која је опремљена пројектором, рачунаром, појачалом, системом за озвучење и клавиром, како би се организовале манифестације поводом прославе школске славе Свети Сава, Дана школе, представе, књижевне вечери и друге. У оквиру школе постоји библиотека чији је фонд око 5000 наслова, а сем обавезне лектире у њој су доступне енциклопедије, монографије, речници, стручне литературе и часописи.  Школа поседује шест канцеларија, наставничку зборницу и просторију за пријем родитеља, фискултурну салу и два спортска терена на отвореном.